# Jasionówka (powiat Moniecki)
Jasionówka is een dorp in het Poolse woiwodschap Podlachië, in het district Moniecki. De plaats maakt deel uit van de gemeente Jasionówka en telt ca. 860 inwoners.